# Péninsule de Baru
|  |

La péninsule de Baru, parfois appelée incorrectement île de Baru, est une zone côtière située au sud de Carthagène des Indes en Colombie. 
Elle sépare les baies de Carthagène des Indes (au nord) et Barbacoas (au sud).
Elle est réputée pour ses plages telles que Playa Blanca. 
C'est dans cette péninsule que s'est déroulée en 1708 la bataille de Baru durant laquelle le galion San José a été coulé. 
Différents peuples habitent dans la péninsule de Baru pour une population comptant environ 20 000 personnes.